# Zygmunt Łoboda
Zygmunt Łoboda (24 de abril de 1895 – 8 de abril de 1945) foi um arquiteto polaco. O seu trabalho fez parte do evento de arquitetura do concurso de arte nos Jogos Olímpicos de Verão de 1928. Ele foi morto no campo de concentração de Flossenbürg durante a Segunda Guerra Mundial.